# Maureen Nisima
Maureen Nisima, född den 30 juli 1981 i Bondy, Frankrike, är en fransk fäktare som bland annat tog OS-brons i damernas värja i samband med de olympiska fäktningstävlingarna 2004 i Aten.